# 矢部達哉
矢部 達哉（やべ たつや、1968年2月5日 - ）は、日本のヴァイオリニスト。

## 人物・来歴

### 経歴
東京生まれ。5歳より鈴木鎮一才能教育でヴァイオリンを始め、1978年より江藤俊哉に師事。1989年桐朋学園大学ディプロマコースを修了。同年、東京国際音楽コンクール室内楽部門優勝、齋藤秀雄賞、アサヒビール賞を受賞し、サイトウ・キネン・オーケストラに初参加。1990年、22歳で東京都交響楽団のソロ・コンサートマスターに就任する。
1993年、ジャパン・チェンバー・オーケストラのコンサートマスターに就任。1995年、第5回出光音楽賞を受賞。1996年5月、デビューCD「ソット・ヴォーチェ」をリリース。1996年、村松賞、第1回ホテルオークラ賞を受賞した。2004年4月、上野学園大学音楽・文化学部教授に就任。

### 家族
- 妻：澤畑恵美（ソプラノ歌手、国立音楽大学教授）
- 子：矢部優典（チェロ奏者、ＮＨＫ交響楽団）

## 演奏活動
ソリストとして、これまでに朝比奈隆、小澤征爾、若杉弘、フルネ、クレー、デプリースト、インバル、ベルティーニなどの指揮者と共演している。また、リサイタルでは、1999年～2000年にバッハの無伴奏ヴァイオリンのためのソナタとパルティータ全曲演奏会を行った。ピアニストの横山幸雄、田部京子らと共演を重ね、室内楽においてはムスティスラフ・ロストロポーヴィチ、ヨーヨー・マらと共演、Kitaraホールカルテット（1997-2007）、京都アルティ弦楽四重奏団の一員として活動している。

## クラシック以外での活動
1997年、NHK連続テレビ小説「あぐり」のタイトル曲のソロ演奏を担当。
及び第89話にて、北条太郎役で出演。
1999年11月、江守徹が主催する言の葉コンサートシリーズで川端康成生誕100年記念「朗読とヴァイオリン演奏による川端康成の世界」に共演。
2003年12月、NHKテレビ放送50周年記念ドラマ「川、いつか海へ」の音楽（岩代太郎作曲）演奏を担当。
2004年、松本孝弘（B'z）が東京都交響楽団と共演したことをきっかけに、松本のCD「House Of Strings」に参加。

## レコーディング
- ソット・ヴォーチェ（1996年5月、ソニークラシカル、ピアノ：若林顕）

クライスラー：クープランの様式によるルイ13世の歌とパヴァーヌ
クライスラー：フランクールの様式によるシチリアーノとリゴドン
ラフマニノフ：ヴォカリーズ
フォーレ：子守歌
マスネ：タイスの暝想曲
ドビュッシー：亜麻色の髪の乙女
ドビュッシー：ヴァイオリンとピアノのためのソナタ
クライスラー：ベートーヴェンの主題によるロンディーノ
クライスラー：プニャーニの様式による前奏曲とアレグロ
ラヴェル：フォーレの名による子守歌
ストラヴィンスキー：イタリア組曲
- 「あぐり」オリジナル・サウンドトラック（1997年6月、ソニークラシカル）
- エシェゾー（1997年9月、ソニークラシカル、ピアノ：横山幸雄）

フランク：ヴァイオリン・ソナタ
フォーレ：ヴァイオリン・ソナタ第1番
フォーレ：夢のあとに
ドビュッシー：美しい夕暮れ
- レザムルーズ（1998年11月、ソニークラシカル、ピアノ：横山幸雄）

ルクー：ヴァイオリン・ソナタ
フォーレ：ネル
フォーレ：月の光
ラヴェル：ヴァイオリン・ソナタ
ドビュッシー：私の心に涙がふる
ドビュッシー：ロマンス
- ツィゴイネルワイゼン（2000年1月、ソニークラシカル、沼尻竜典指揮東京都交響楽団）

サラサーテ：ツィゴイネルワイゼン
ラヴェル：ツィガーヌ
サン＝サーンス：序奏とロンド・カプリチオーソ
マスネ：タイスの瞑想曲
クライスラー：ヴィヴァルディの様式による協奏曲
- ディア・モリコーネ（エンニオ・モリコーネ作品集、2003年4月、ソニークラシカル）

ニュー・シネマ・パラダイス～メインテーマ／愛のテーマ
ミッション～ガブリエルのオーボエ
心澄みやかなるヴァイオリン弾き
モリコーネが矢部達哉のために書いた作品である。
ワンス・アポン・ア・タイム・イン・アメリカ～デボラのテーマ
マレーナ～マレーナ
ニュー・シネマ・パラダイス～過去と現在
海の上のピアニスト～愛を奏でて
カノネ・インヴェルソ～テーマ・ダモーレ・ディスペラート
クアルティエレ～ロマンツァ・クアルティエレ
心澄やかなるヴァイオリン弾き（デュオ・バージョン）
- 松本孝弘：House Of Strings（2004年11月、バーミリオン）

恋歌
華
2曲ともヴァイオリン・ソロを担当。